# Blanche Huber
Blanche Huber (ur. 17 sierpnia 1901 w Birkirkarze, zm. 19 lipca 1940 tamże) – maltańska lekarka i farmaceutka; pierwsza kobieta studiująca medycynę i pierwsza kobieta-lekarz na Malcie.

## Życiorys
Blanche Huber urodziła się 17 sierpnia 1901 r. w Birkirkarze. Córka Josepha Huberta. W czerwcu 1919 r., razem z Tessie Camilleri, zapisały się na studia na Uniwersytecie Maltańskim, a w październiku rozpoczęły studia jako pierwsze kobiety na Malcie. Tessie studiowała na wydziale sztuk wyzwolonych, a Blanche na wydziale medycyny. Studia Camilleri były krótsze, dlatego w 1922 roku została pierwszą absolwentką uczelni wyższej na Malcie. Huber w 1921 r. uzyskała dyplom farmaceuty, a 1925 r. ukończyła studia medyczne. Blanche Huber po studiach nie pracowała jednak w zawodzie, tylko jako farmaceutka w aptece w Żejtun. Poślubiła lekarza Josepha Caruana, a gdy w 1927 r. zmarł jego młodszy brat Censinu, który kierował apteką Perellos Pharmacy, Blanche przejęła zarządzanie nią. Zmarła 19 lipca 1940 r.

## Rola w edukacji kobiet
Pierwsza wojna światowa zmieniła spojrzenie na kobiety i medycynę. Między sierpniem 1916 r. a lipcem 1917 r. 82 brytyjskich lekarzy pracowało w 27 szpitalach polowych na Malcie, lecząc tysiące rannych żołnierzy, którzy zostali tu przewiezieni, jako ofiary z bitwy o Gallipoli i działań wojennych w Cieśninie Dardanelskiej. Dużą rolę odegrały tu kobiety, również z Malty, które pracowały jako pielęgniarki. Wiele z nich otrzymało Order Imperium Brytyjskiego za zasługi podczas wojny.
Blanche Huber i Tessie Camilleri odegrały dużą rolę w rozwoju maltańskiego szkolnictwa wyższego. Do późnych lat 80. liczba kobiet, które ukończyły studia nie przekraczała 50 rocznie, co stanowiło ok. 33% liczby absolwentów. W 1991 r. po raz pierwszy liczba studentek przewyższyła liczbę studiujących mężczyzn (684 kobiety, 680 mężczyzn).

## Upamiętnienie
Jedna z ulic w Sliemie została nazwana na jej cześć, jako pamięć o pierwszej kobiecie lekarzu. Początkowo nazwana została samym imieniem Blanche i dopiero po jakimś czasie zmieniono nazwę ulicy na Blanche Huber.